# Somnofilija
Somnofilija (od latinske riječi 'somnus' za san i grčke riječi φιλία, '-philia' za ljubav) ili sindrom Uspavane princeze ili sindrom Trnoružice, je parafilija u kojoj se seksualno uzbuđenje i/li orgazam postiže milovanjem, ljubljenjem ili buđenjem, odnosno seksualnom aktivnošću s neznancem ili neznankom koja se u tom trenutku nalazi u snu. Somnofilija se također opisuje i kao seks s partnerom koji spava. 
Neki stručnjaci somnofiliju smatraju blažim oblikom, odnosno svojevrsnim nadomjestkom za nekrofiliju.